# Karumbu
Karumbu (oude spelling Karoemboe) is een plaats en bestuurslaag op het 4de niveau (kelurahan/desa). Karumbu ligt in het onderdistrict (kecamatan)  Langgudu van het regentschap Bima op het eiland Sumbawa van de provincie West-Nusa Tenggara, Indonesië. Karumbu is de hoofdplaats van Langgudu en telt 4.478 inwoners (volkstelling 2010).